# Karang Sari (Bener)
Karang Sari is een bestuurslaag in het regentschap Purworejo van de provincie Midden-Java, Indonesië. Karang Sari telt 1939 inwoners (volkstelling 2010).